# Список памятных монет России 2018 года
| День выпуска    | Каталожный номер | Тираж (качество) | Номинал | Металл                                    | Название | Аверс              | Реверс              |
| --------------- | ---------------- | ---------------- | ------- | ----------------------------------------- | --- | ------------------ | ------------------- |
| 23 января 2018  | 5115-0141        | 1 500            | 25      | серебро                                   | Выдающиеся личности России: Поэт, актер В.С. Высоцкий, к 80-летию со дня рождения (25.01.1938) | Аверс 5115-0141    | Реверс 5115-0141    |
| 1 февраля 2018  | 5110-0152        | 3 000            | 2       | серебро                                   | Выдающиеся личности России: Балетмейстер М.И. Петипа, к 200-летию со дня рождения (11.03.1818) | Аверс 5110-0152    | Реверс 5110-0152    |
| 1 февраля 2018  | 5110-0153        | 3 000            | 2       | серебро                                   | Выдающиеся личности России: Писатель Максим Горький, к 150-летию со дня рождения (28.03.1868) | Аверс 5110-0153    | Реверс 5110-0153    |
| 5 февраля 2018  | 5714-0059        | 10 000 000       | 10      | сталь плакированная никелем и латунью     | Российская Федерация: Курганская область | Аверс 5714-0059    | Реверс 5714-0059    |
| 15 февраля 2018 | 5111-0375        | 3 000            | 3       | серебро                                   | На страже Отечества: современный солдат и танк | Аверс 5111-0375    | Реверс 5111-0375    |
| 15 марта 2018   | 5109-0122        | 3 000            | 1       | серебро                                   | 100-летие военных комиссариатов | Аверс 5109-0122    | Реверс 5109-0122    |
| 15 марта 2018   | 5111-0376        | 3 000            | 3       | серебро                                   | Памятники архитектуры России: Троицкий собор, г. Саратов | Аверс 5111-0376    | Реверс 5111-0376    |
| 15 марта 2018   | 5111-0377        | 3 000            | 3       | серебро                                   | Памятники архитектуры России: Свято-Троицкий собор, г. Симферополь | Аверс 5111-0377    | Реверс 5111-0377    |
| 15 марта 2018   | 5111-0378        | 3 000            | 3       | серебро                                   | 300 лет полиции России. Городовой столичной полиции рубежа XIX–XX веков на фоне Невского проспекта в Санкт-Петербурге. | Аверс 5111-0378    | Реверс 5111-0378    |
| 15 марта 2018   | 5115-0142        | 1 000            | 25      | серебро                                   | 300 лет полиции России. Современные сотрудники полиции со служебной собакой на фоне здания Министерства внутренних дел Российской Федерации. | Аверс 5115-0142    | Реверс 5115-0142    |
| 15 марта 2018   | 5216-0115        | 1 000            | 50      | золото                                    | 300 лет полиции России. Генерал-полицмейстер Антон Девиер | Аверс 5216-0115    | Реверс 5216-0115    |
| 15 марта 2018   | 5111-0379        | 2 000            | 3       | серебро                                   | 100-летие основания г. Кемерово. Памятник М. Волкову | Аверс 5111-0379    | Реверс 5111-0379    |
| 15 марта 2018   | 5111-0380        | 2 000            | 3       | серебро                                   | Воронежский государственный университет | Аверс 5111-0380    | Реверс 5111-0380    |
| 15 марта 2018   | 5111-0381        | 3 000            | 3       | серебро                                   | 75-летие НИЦ «Курчатовский институт» | Аверс 5111-0381    | Реверс 5111-0381    |
| 13 апреля 2018  | 5110-0154        | 3 000            | 2       | серебро                                   | Выдающиеся личности России: Астроном, геодезист В.Я. Струве, к 225-летию со дня рождения (15.04.1793) | Аверс 5110-0154    | Реверс 5110-0154    |
| 3 мая 2018      | 5111-0382        | 3 000            | 3       | серебро                                   | На страже Отечества: солдаты Советской армии идущие в атаку | Аверс 5111-0382    | Реверс 5111-0382    |
| 4 июня 2018     | 5111-0383        | 3 000            | 3       | серебро                                   | Памятники архитектуры России: Церковь Казанской иконы Божией Матери, п. Вырица | Аверс 5111-0383    | Реверс 5111-0383    |
| 4 июня 2018     | 5111-0384        | 2 000            | 3       | серебро                                   | 400-летие основания г. Новокузнецка: Барнаульские ворота Кузнецкой крепости, панорама площади Маяковского в Новокузнецке | Аверс 5111-0384    | Реверс 5111-0384    |
| 4 июня 2018     | 5015-0024        | 500 000          | 25      | медно- никелевый сплав                    | Армейские международные игры | Аверс 5015-0024    | Реверс 5015-0024    |
| 4 июня 2018     | 5714-0060        | 5 000 000        | 10      | сталь плакированная никелем и латунью     | Древние города России: Гороховец, Владимирская область | Аверс 5714-0060    | Реверс 5714-0060    |
| 30 июля 2018    | 5111-0385        | 2 000            | 3       | серебро                                   | 100-летие Рязанского высшего воздушно-десантного ордена Суворова дважды Краснознаменного командного училища имени генерала армии В.Ф. Маргелова | Аверс 5111-0385    | Реверс 5111-0385    |
| 30 июля 2018    | 5111-0386        | 10 000           | 3       | серебро                                   | 200 лет со дня основания Экспедиции заготовления государственных бумаг | Аверс 5111-0386    | Реверс 5111-0386    |
| 30 июля 2018    | 5115-0143        | 1 000            | 25      | серебро                                   | 200 лет со дня основания Экспедиции заготовления государственных бумаг | Аверс 5115-0143    | Реверс 5115-0143    |
| 30 июля 2018    | 5115-0144        | 1 000            | 25      | серебро                                   | Сокровищница мировой культуры: Творения Тинторетто (Якопо Робусти). Картина «Рождество Иоанна Крестителя» и автопортрет художника. | Аверс 5115-0144    | Реверс 5115-0144    |
| 31 июля 2018    | 5111-0387        | 3 000            | 3       | серебро                                   | Российская (советская) мультипликация: «Ну, погоди!» | Аверс 5111-0387    | Реверс 5111-0387    |
| 31 июля 2018    | 5015-0025        | 450 000          | 25      | медно- никелевый сплав                    | Российская (советская) мультипликация: «Ну, погоди!» | Аверс 5015-0025    | Реверс 5015-0025    |
| 31 июля 2018    | 5015-0026        | 50 000           | 25      | медно- никелевый сплав                    | Российская (советская) мультипликация: «Ну, погоди!» В специальном исполнении | Аверс 5015-0026    | Реверс 5015-0026    |
| 15 августа 2018 | 5109-0123        | 3 000            | 1       | серебро                                   | Росреестр | Аверс 5109-0123    | Реверс 5109-0123    |
| 15 августа 2018 | 5110-0155        | 3 000            | 2       | серебро                                   | Творчество Владимира Высоцкого | Аверс 5110-0155    | Реверс 5110-0155    |
| 15 августа 2018 | 5111-0388        | 3 000            | 3       | серебро                                   | На страже Отечества: солдаты Отечественной войны 1812 года | Аверс 5111-0388    | Реверс 5111-0388    |
| 15 августа 2018 | 5111-0389        | 3 000            | 3       | серебро                                   | 350-летие отечественного государственного судостроения: фрегат «Орёл» | Аверс 5111-0389    | Реверс 5111-0389    |
| 30 августа 2018 | 5111-0178-18     | 150 000          | 3       | серебро                                   | Инвестиционная монета: Георгий Победоносец | Аверс 5111-0178-18 | Реверс 5111-0178-18 |
| 30 августа 2018 | 5216-0060-18     | 150 000          | 50      | золото                                    | Инвестиционная монета: Георгий Победоносец | Аверс 5216-0060-18 | Реверс 5216-0060-18 |
| 5 сентября 2018 | 5111-0390        | 2 000            | 3       | серебро                                   | 200-летие основания г. Грозного. Мечеть «Сердце Чечни» и комплекс высотных зданий «Грозный-Сити» | Аверс 5111-0390    | Реверс 5111-0390    |
| 5 сентября 2018 | 5111-0391        | 3 000            | 3       | серебро                                   | 100-летие Государственного музея искусства народов Востока. Кубок со скульптурным изображением Пегаса на фоне узора непальской мандалы. | Аверс 5111-0391    | Реверс 5111-0391    |
| 5 сентября 2018 | 5115-0145        | 1 000            | 25      | серебро                                   | 100-летие Государственного музея искусства народов Востока | Аверс 5115-0145    | Реверс 5115-0145    |
| 5 сентября 2018 | 5115-0146        | 1 000            | 25      | серебро                                   | Памятники архитектуры России: Усадьба «Спасское» («Середниково»), Московская область | Аверс 5115-0146    | Реверс 5115-0146    |
| 5 сентября 2018 | 5111-0392        | 3 000            | 3       | серебро                                   | XXIX Всемирная зимняя универсиада 2019 года в г. Красноярске | Аверс 5111-0392    | Реверс 5111-0392    |
| 5 сентября 2018 | 5216-0116        | 1 500            | 50      | золото                                    | XXIX Всемирная зимняя универсиада 2019 года в г. Красноярске | Аверс 5216-0116    | Реверс 5216-0116    |
| 5 сентября 2018 | 5714-0061        | 5 000 000        | 10      | сталь с латунным гальваническим покрытием | XXIX Всемирная зимняя универсиада 2019 года в г. Красноярске. Логотип универсиады. | Аверс 5714-0061    | Реверс 5714-0061    |
| 5 сентября 2018 | 5714-0062        | 5 000 000        | 10      | сталь с латунным гальваническим покрытием | XXIX Всемирная зимняя универсиада 2019 года в г. Красноярске. Талисман универсиады — U-Лайка. | Аверс 5714-0062    | Реверс 5714-0062    |
| 25 октября 2018 | 5111-0393        | 2 000            | 3       | серебро                                   | Магия театра: М.И. Фигнер, фигуры танцовщиков из «Щелкунчика» | Аверс 5111-0393    | Реверс 5111-0393    |
| 25 октября 2018 | 5111-0394        | 3 000            | 3       | серебро                                   | На страже Отечества: русские воины со стягом с изображением Георгия Победоносца | Аверс 5111-0394    | Реверс 5111-0394    |
| 25 октября 2018 | 5117-0063        | 50               | 100     | серебро                                   | 100-летие открытия Всероссийского Церковного Собора 1917—1918 годов и восстановления Патриаршества в Русской Православной Церкви. Патриарх Тихон. Храм Христа Спасителя и Успенский собор Московского Кремля                                                                                                   | Аверс 5117-0063    | Реверс 5117-0063    |
| 25 октября 2018 | 5111-0395        | 3 000            | 3       | серебро                                   | 200-летие со дня рождения И.С. Тургенева. Портрет И.С. Тургенева. | Аверс 5111-0395    | Реверс 5111-0395    |
| 25 октября 2018 | 5115-0147        | 1 000            | 25      | серебро                                   | 200-летие со дня рождения И.С. Тургенева. Образы из сборника рассказов «Записки охотника» | Аверс 5115-0147    | Реверс 5115-0147    |
| 25 октября 2018 | 5216-0117        | 1 500            | 50      | золото                                    | 200-летие со дня рождения И.С. Тургенева. Портрет И.С. Тургенева. | Аверс 5216-0117    | Реверс 5216-0117    |
| 16 ноября 2018  | 5110-0156        | 3 000            | 2       | серебро                                   | Выдающиеся личности России: Писатель А.И. Солженицын, к 100-летию со дня рождения (11.12.1918) | Аверс 5110-0156    | Реверс 5110-0156    |
| 16 ноября 2018  | 5111-0396        | 3 000            | 3       | серебро                                   | Памятники архитектуры России: Собор Святого равноапостольного князя Владимира (усыпальница адмиралов), г. Севастополь | Аверс 5111-0396    | Реверс 5111-0396    |
| 16 ноября 2018  | 5111-0397        | 3 000            | 3       | серебро                                   | 25-летие Совета Федерации Федерального Собрания Российской Федерации | Аверс 5111-0397    | Реверс 5111-0397    |
| 27 ноября 2018  | 5117-0064        | 75               | 100     | серебро                                   | Города и территории – участники финального этапа общероссийского голосования по выбору символов для банкнот Банка России номиналами 200 и 2000 рублей. С надписями «ПЕТРОЗАВОДСК», «ДАЛЬНИЙ ВОСТОК», «ИРКУТСК», «КАЗАНЬ», «СОЧИ», «СЕВАСТОПОЛЬ», «ВОЛГОГРАД», «НИЖНИЙ НОВГОРОД», «ВЛАДИМИР» и «СЕРГИЕВ ПОСАД». | Аверс 5117-0064    | Реверс 5117-0064    |
| 10 декабря 2018 | 5015-0027        | 1 000 000        | 25      | медно- никелевый сплав                    | 25-летие принятия Конституции Российской Федерации | Аверс 5015-0027    | Реверс 5015-0027    |